# Marc Potvin
Marc Richard Potvin (* 29. Januar 1967 in Ottawa, Ontario; † 13. Januar 2006 in Kalamazoo, Michigan, USA) war ein kanadischer Eishockeyspieler und -trainer, der von 1990 bis 1996 unter anderem für die Detroit Red Wings, Los Angeles Kings, Hartford Whalers und Boston Bruins in der National Hockey League spielte. Er war der Cousin zweiten Grades des Hockey-Hall-of-Fame-Mitglieds Denis Potvin sowie von Jean Potvin, die beide ebenfalls professionelle Eishockeyspieler waren.

## Karriere

### Als Spieler
Potvin spielte zwischen 1984 und 1986 zunächst für die Elmira Sugar Kings und Stratford Cullitons in der zweiten Division der Ontario Hockey Association. Anschließend wechselte er für vier Jahre an ein US-amerikanisches College, was für kanadische Juniorenspieler nicht gerade üblich war, da diese zumeist in den Ligen der Canadian Hockey League zu spielen pflegten. Bereits im NHL Entry Draft 1986 war er von den Detroit Red Wings in der neunten Runde an 169. Position ausgewählt worden. Der rechte Flügelstürmer lief daher zwischen 1986 und 1990 für die Eishockeymannschaft der Bowling Green State University auf. Diese gehörten der Central Collegiate Hockey Association, einer Division der National Collegiate Athletic Association an. Potvin gewann mit dem Team in der Saison 1986/87 die Meisterschaft der CCHA, ehe er das Team im Frühjahr 1990 verließ, um eine Karriere im Profibereich zu verfolgen.
Nachdem Potvin zum Ende der Spielzeit 1989/90 bereits für die Adirondack Red Wings, dem Farmteam Detroits, in der American Hockey League zum Einsatz gekommen war, gehörte er ab dem Herbst 1990 fest zum Franchise. Im Verlauf der Saison kam er sowohl hauptsächlich in der AHL als auch sporadisch in der NHL zum Einsatz. Ähnlich verhielt es sich in der Spielzeit 1991/92, die mit dem Gewinn des Calder Cup der Adirondack Red Wings gekrönt wurde. Nach zweieinhalb Jahren in der Organisation Detroits transferierten ihn diese Ende Januar 1993 gemeinsam mit Jimmy Carson und Gary Shuchuk zu den Los Angeles Kings, die im Gegenzug Paul Coffey, Sylvain Couturier und Jim Hiller in die „Motor City“ schickten. Potvins Engagement in Los Angeles dauerte jedoch nur neun Monate und 23 Spiele an, da er Anfang November im Austausch für Doug Houda an die Hartford Whalers abgegeben wurde. Bei den Whalers absolvierte der Enforcer seine bis dahin beste Saison mit fünf Punkten in 51 Partien. Seinen auslaufenden Vertrag verlängerte er allerdings nicht und schloss sich im Sommer 1994 für zwei Jahre den Boston Bruins an. Aufgrund des Lockouts, der den Beginn der NHL-Saison 1994/95 verzögerte, fand sich der Kanadier nach über eineinhalb Jahren in der AHL wieder. Er absolvierte große Teile des Spieljahres für die Providence Bruins in der AHL. Für Boston spielte er sechsmal. Im zweiten Jahr ging er dann wieder öfter für die Bruins in der AHL aufs Eis. Mit 18 Punkten aus 48 Begegnungen und lediglich 118 Strafminuten spielte er seine beste und zugleich letzte NHL-Saison.
In der Saison 1996/97 fand sich Potvin in der AHL bei den Portland Pirates wieder. Es war mit 32 Punkten die beste seiner Profilaufbahn. Die Spielzeit 1997/98 bei den Chicago Wolves in der International Hockey League war gleichzeitig die letzte des 31-Jährigen. Er krönte sie mit dem Gewinn des Turner Cup.

### Als Trainer
Nach Beendigung seiner Laufbahn als aktiver Sportler assistierte Potvin in der Saison 1998/99 als Trainer der Adirondack Red Wings in der American Hockey League, dem Farmteam seines Ex-Klubs Detroit Red Wings. Bereits ein Jahr später wurde er Cheftrainer der Mississippi Sea Wolves in der East Coast Hockey League, mit denen er sich auf Anhieb für die Playoffs qualifizierte. Trotz des Erfolgs wechselte er bereits in der folgenden Spielzeit zu den Springfield Falcons in die AHL und trainierte diese zwei Jahre lang. Die Playoff-Qualifikation konnte er mit der Mannschaft in beiden Jahren jedoch nicht feiern. Sein Engagement endete daraufhin zum Ende der Spielzeit 2001/02. Nach einem Jahr Pause übernahm er während der Saison 2003/04 die Adirondack IceHawks in der United Hockey League.
Er trainierte diese bis zu seinem Suizid am 13. Januar 2006. Wie die Polizeiermittlungen ergaben, hatte sich der Kanadier wenige Stunden vor dem Spiel seiner Mannschaft gegen die Kalamazoo Wings am Duschkopf seines Hotelzimmers in Kalamazoo mit einem Gürtel erhängt.

## Erfolge und Auszeichnungen
- 1987 CCHA-Meisterschaft mit der Bowling Green State University
- 1992 Calder-Cup-Gewinn mit den Adirondack Red Wings
- 1998 Turner-Cup-Gewinn mit den Chicago Wolves

## Karrierestatistik

### Als Spieler
(Legende zur Spielerstatistik: Sp oder GP = absolvierte Spiele; T oder G = erzielte Tore; V oder A = erzielte Assists; Pkt oder Pts = erzielte Scorerpunkte; SM oder PIM = erhaltene Strafminuten; +/− = Plus/Minus-Bilanz; PP = erzielte Überzahltore; SH = erzielte Unterzahltore; GW = erzielte Siegtore; 1 Play-downs/Relegation; Kursiv: Statistik nicht vollständig)